# Heinz Petermann
Heinz Petermann (* 23. Januar 1909 in Bramstedt; † 1972) war ein deutscher Landwirt. Er war Präsident des Verbandes ländlicher Genossenschaften Hannover-Braunschweig und Vizepräsident des Deutschen Raiffeisenverbandes.

## Werdegang
Petermann bewirtschaftete den Hof Lowe bei Bassum. Er wurde 1953 stellvertretender Präsident des Raiffeisenverbandes Hannover. Im Jahre 1957 wurde er als Präsident des Aufsichtsrates der Hauptgenossenschaft eGmbH, der Centralgenossenschaft für Viehverwertung und der Landesgenossenschaftsbank Hannover, gewählt. Er war außerdem Mitglied der Hannoverschen Landeskreditanstalt der Landwirtschaftlichen Rentenbank Frankfurt.

## Ehrungen
- 1969: Großes Verdienstkreuz der Bundesrepublik Deutschland